# Charlotte Gray
Charlotte Gray – brytyjsko-australijsko-niemiecki film wojenny z 2001 roku na podstawie powieści Sebastiana Faulksa. Film jest hołdem złożonym agentkom brytyjskiego wywiadu pracującym z francuskim ruchem oporu. Sama Charlotte Gray jest postacią zbudowaną na takich osóbach jak: Pearl Cornioley, Nancy Wake, Odette Sansom i Violette Szabo.

## Obsada
- Cate Blanchett – Charlotte Gray
- James Fleet – Richard Cannerly
- Abigail Cruttenden – Daisy
- Charlotte McDougall – Sally
- Rupert Penry-Jones – Peter Gregory
- Robert Hands – Borowski
- Lewis Crutch – Andre
- Mathew Plato – Jacob
- Billy Crudup – Julien Levade
- Charlie Condou – Auguste
- Victoria Scarborough – Claire Monceau
- David Birkin – Jean-Paul
- John Pierce Jones – Pan Monceau
- Louise Vincent – Pani Cariteau
- Gillian Barge – Pani Galliot
- Anton Lesser – Renech
- John Hug – Bartender
- Helen McCrory – Francoise
- John Benfield – Loque
- Robert Shannon – Bernard
- Michael Gambon – Levade
- Ron Cook – Mirabel
- John Bennett – Gerard

## Fabuła
Rok 1942. Młoda Szkotka Charlotte Gray pracuje w Londynie jako recepcjonista w szpitalu. W Londynie poznaje porucznika RAF-u Petera Gregory’ego, w którym się zakochuje. Ale ich związek nie trwa długo. Peter zostaje zestrzelony we Francji. Nie czekając postanawia wstąpić do brytyjskiego wywiadu. Po przejściu szkolenia zostaje wysłana do Francji, ponieważ tam spędziła dzieciństwo i biegle mówi po francusku. Jednocześnie podczas realizacji zadania, szuka ukochanego...

## Nagrody i nominacje
Nagroda Satelita 2001
- Najlepsza aktorka dramatyczna – Cate Blanchett (nominacja)
- Najlepszy aktor drugoplanowy w dramacie – Billy Crudup (nominacja)